# Raoul de Tréal
Raoul de Tréal (mort à Rennes le 13 février 1383) est un ecclésiastique breton qui fut évêque de Rennes de 1363 à 1383.

## Biographie
Raoul de Tréal est issu d'un famille ancienne et noble originaire de Tréal dans la région de Malestroit au nord-est de l'actuel département du Morbihan. Dans le cadre de la guerre de Succession de Bretagne, sa lignée est attachée à la cause de Jeanne de Penthièvre.
Chanoine du chapitre et archidiacre du Désert, il est élu évêque en 1363 par le chapitre de chanoines de Rennes après la mort de Pierre de Nantes ou Guéméné.
L'année suivante, en 1364, après la mort de Charles de Blois lors de la bataille d'Auray, il doit faire face à l'inimitié du duc Jean IV de Bretagne dont le parti vient de triompher et qui parvient à le faire poursuivre devant l'officialité métropolitaine de l'archevêque de Tours en 1373. Cette première affaire demeure sans suite car il bénéficie de la « protection spéciale » du pape.
Le duc toujours malveillant à son encontre active une seconde affaire appuyé par un certain Hervé de Keroulay, archidiacre du Désert, favori et conseiller de Jean IV, deux chanoines du chapitre de Rennes, un abbé de Saint-Pierre de Rillé, quelques chapelains, quatre ou cinq recteurs et une demi-douzaine d'autres prêtres, qui se font les accusateurs de l'évêque Raoul qui est prévenu de « promulguer des statuts sans l'assentiment de tous les membres de son Chapitre, de les publier et de les faire exécuter; d'exiger que les recteurs, vicaires, curés et bénéficiers, résident dans leurs paroisses, cures et bénéfices ; d'avoir menacé de suspension et d'excommunication les ecclésiastiques complaignants ; de tenir deux fois l'an son synode, et de n'accorder aux prêtres qu'on lui présente qu'une institution provisoire jusqu'au prochain synode, pour extorquer de doubles droits de sceau ». Cette seconde action n'eut pas plus de succès.
L'évêque meurt en février 1383 et il est inhumé dans la chapelle Saint-Leu et Saint-Méen qu'il avait fait édifier dans sa cathédrale. Un fragment en bas-relief de son tombeau est conservé et exposé au musée de Bretagne,.

## Armoiries
Les armes de l'évêque sont : de gueules au croissant burelé d'argent et d'azur.